# Los secretos del alma
Los secretos del alma es una película muda italiana de 1912 dirigida por Vincenzo Denizot, en la que participó el actor español Bonaventura Ibáñez.